# Flaming (Pink Floyd)
«Flaming» (anteriorment titulat «Snowing») és un senzill del grup anglès Pink Floyd, el quart tema del primer disc The Piper at the Gates of Dawn. Escrita per Syd Barrett, aquest tema evoca un viatge imaginari, que va des dels núvols blaus, a la boira rosa i finalment es viatja per telèfon. Totes les estrofes tenen al final la mateixa frase: "Iupi! tu no pots veure'm, però jo sí que puc." No se sap què vol dir, però és probable que les paraules estiguin inspirades per l'LSD. El tema fou tocat en concert per David Gilmour entre 1967 i 1968.

## Senzill
«Flaming» també va ser el tercer senzill de Pink Floyd dels Estats Units (Tower 378) i va ser editat per Tower Records, però no va arribar a entrar a les llistes. La barreja única mono dels EUA de «Flaming» està lleugerament editada a partir d'altres versions estèreo o mono de la gravació. Aquest senzill nord-americà va ser llançat en lloc del senzill del Regne Unit, «Apples and Oranges» (amb el suport de «Paint Box»), que llavors havia no ha aconseguit entrar a les llistes del Regne Unit.
Va ser el primer dels dos senzills de Pink Floyd dels Estats Units editats per Tower que no es van publicar en cap senzill al Regne Unit. L'altre senzill nord-americà que no es va llançar al Regne Unit va ser «Let There Be More Light» b/w «Remember a Day» (Tower 440).
It was the first of two US Pink Floyd singles released on Tower that were not released on a single in the UK. The other US single that was not released in the UK was "Let There Be More Light" b/w "Remember a Day" (Tower 440).

## Actuacions en directe
Una versió en directe de "Flaming" (aleshores coneguda com a "Snowing") es va tocar a l'All Saints Hall de Londres el 1966. La cançó va romandre com un element bàsic en directe fins a finals de 1968, amb David Gilmour cantant la veu principal després que Barrett deixés la banda a principis d'any. Una versió interpretada al Paradiso d'Amsterdam el 31 de maig es va emetre a NTS, mentre que una actuació a L'Antene du Chapiteau du Kremlin-Bicêtre, París, el 31 d'octubre es va emetre a l'ORTF.

## Crèdits
- Syd Barrett: veus, guitarra
- Roger Waters: baix, cor
- Rick Wright: piano, orgue
- Nick Mason: bateria, percussió